# Escorxador municipal de Ribes de Freser
L'Escorxador municipal de Ribes de Freser és una obra del municipi de Ribes de Freser (Ripollès) inclosa en l'Inventari del Patrimoni Arquitectònic de Catalunya.

## Descripció
El projecte del 1927 reuneix l'enginyer Cèsar Molinas i l'arquitecte Raimon Duran i Reynals en un intent de "amortizar la utilidad con estetica" (memòria). L'escorxador consta de 4 naus, que rodegen una de central de gran altura a fi d'aconseguir una bona ventilació. La matança es realitza en dues de les naus i les dues restants són destinades a triperia i l'altre a serveis i dependències.
L'edifici és de fàbrica de totxo vist en les seves façanes i de paredat de fusta. Les encavallades i corretges són de ferro. Aquest escorxador té molta semblança amb el de Sant Joan de les Abadesses el qual ha estat destrossat per la construcció d'una sala escolar /intent de poliesportiu).